# Eugène Gabriel Mansuelle
Eugène Gabriel Mansuelle, né le 3 mars 1873 à Paris 19e où il est mort le 28 juillet 1938 dans le 9e arrondissement, est un artiste de café-concert français.

## Biographie
Il commence par exercer la profession de garçon boucher, puis s'engage volontairement pour quatre ans dans l'armée à l'âge de 18 ans, le premier avril 1891. En parallèle, son fils unique naît le 14 août de la même année. Il le reconnaîtra le 22 août 1895. D'abord à l'artillerie, il est trompette pour deux ans jusqu'à ce qu'il la casse, ce qui est vraisemblablement la raison pour laquelle il se voit refuser son certificat de bonne conduite.
Il commence sa carrière en 1895, dans les beuglants et les cafés-concerts de quartier, notamment à la Gaîté-Rochechouart. Sa popularité est due notamment à son physique — un embonpoint dont il tire des effets comiques, à sa jovialité et à son contact avec le public populaire. Il prend l'habitude de jouer un solo de trompette à la fin de son tour de chant, à tel point que les spectateurs réclament à grands cris : « Ugène ! la trompette ! » jusqu'à ce qu'il exécute son morceau avant de regagner les coulisses.
En 1908,il attaque en justice le syndicaliste Emile Pataud qui avait fait couper le courant lors d'un concert où chantait Mansuelle: Pataud est condamné à payer des dommages et intérêts à Mansuelle.
Il n'est pas mobilisé au cours de la Première Guerre mondiale pour cause d'obésité.
Il meurt d'une péritonite à Paris le 28 juillet 1938.

## Discographie
- Elle était souriante (1909)
- Le cri du jour
- Deux bons copains (dialogue avec Charlus) (1911)
- Qui paiera ça ? (1912)
- Les petits pois du métro (1912)
- Les refrains de l'amour
- Ne gueul' pas, Joséphine ! (1913)
- Vas-y, Mélie !
- Voulez-vous ma clé ? (1913)
- Il est content le chef de gare (1911)
- Profitez-en
- Marie...j'ai vu !
- La polka des cochons
- Bamboulette (1913)
- Il a tout du ballot (1911)
- Mon Udoxie
- La valse des poires
- J'ai vu la r'vue
- Au Café-Concert

## Filmographie
- 1909 : L'Assommoir, de Albert Capellani (court-métrage) - Mes-Bottes
- 1916 : La Joueuse d'orgue de Georges Denola : Magloire
- 1917 : Oh ! ce baiser !, de René Hervil et Louis Mercanton
- 1921 : L'Assommoir, de Maurice de Marsan - Mes Bottes
- 1928 : La Cousine Bette, de Max de Rieux - Crevel
- 1935 : Amants et voleurs, de Raymond Bernard
- 1936 : Les Jumeaux de Brighton, de Claude Heymann : L'huissier